# Ruch Ch’ŏllima

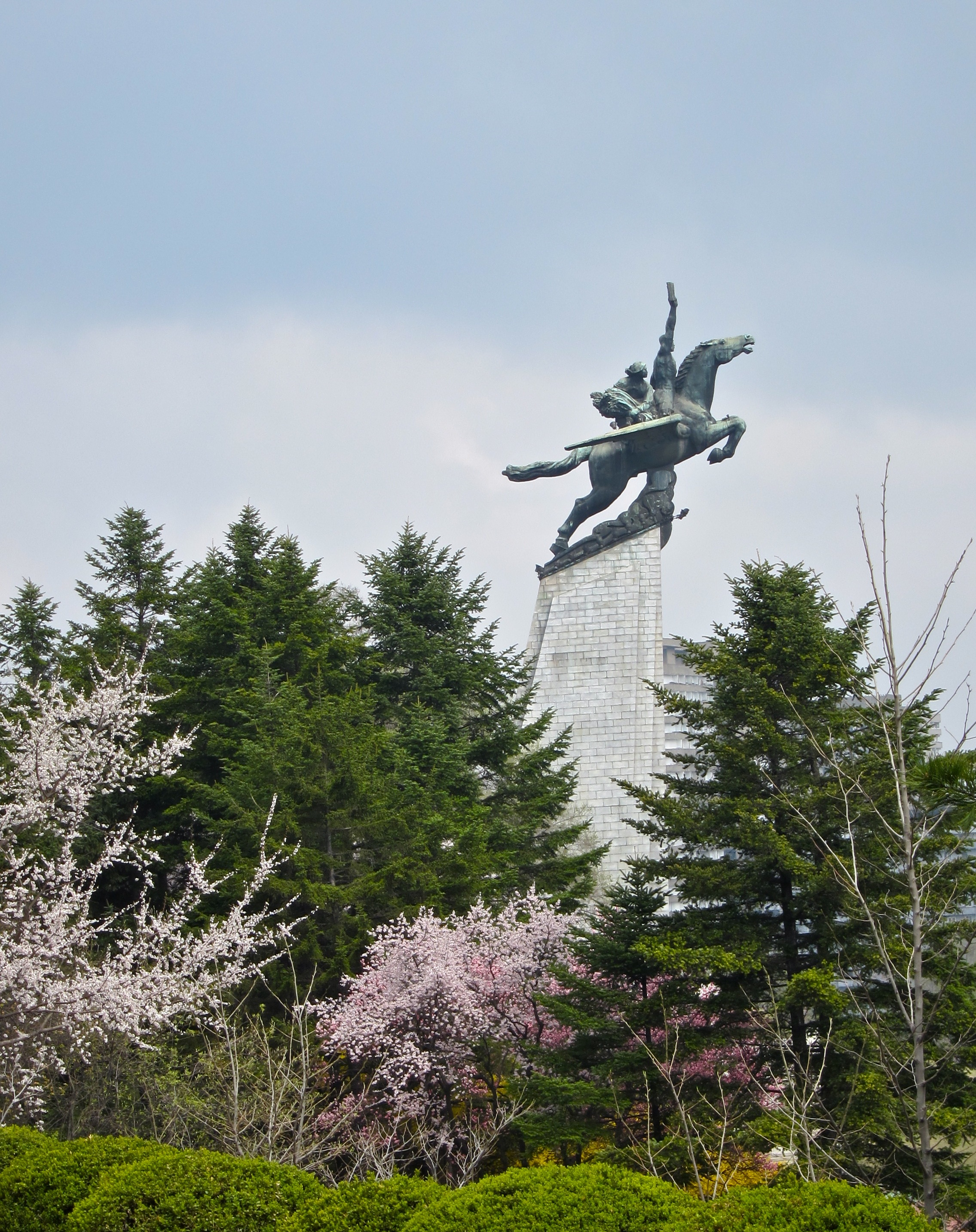
Pomnik Ch’ŏllima w Pjongjangu

Ruch Ch’ŏllima (kor. 천리마운동) – ruch zainicjowany w 1956 roku na rzecz odbudowy i rozwoju Korei Północnej po wojnie koreańskiej (1950–1953), wzorowany na radzieckim ruchu stachanowskim, porównywany do chińskiego wielkiego skoku naprzód. 

## Nazwa
Nazwa ruchu pochodzi od legendarnego Ch’ŏllimy – uskrzydlonego, nieokiełznanego konia, który mógł latać z ogromną prędkością, pokonując 1000 ri (ok. 4000 km) na dzień.

## Historia
Ruch miał na celu mobilizację społeczeństwa Korei Północnej do pracy i odbudowy kraju po wojnie koreańskiej (1950–1953). Był to wczesny przejaw dżucze w dziedzinie gospodarki. Rozwijanie przemysłu ciężkiego nie spotkało się z aprobatą ZSRR. Wobec znacznego ograniczenia pomocy zewnętrznej, gospodarka północnokoreańska zaczęła polegać na pracy – jedynym ogólnodostępnym czynniku produkcji.  
Ruch został zainicjowany przez Kim Ir Sena 15 listopada 1956 roku po wizycie w hucie Kangson, która została wówczas przemianowana na zespół hutniczy Ch’ŏllima. Po płomiennej przemowie wodza, który wezwał załogę huty do wyprodukowania dodatkowych 10 tys. ton stali, robotnicy zdecydowali o zintensyfikowaniu pracy w celu zwiększenia produkcji i w 1957 roku wytworzyli 120 tys. ton stali w hucie, której możliwości produkcyjne oceniane były na 60 tys. ton. Czyn ten miał zainspirować innych robotników do zwiększenia wysiłków – m.in. wybudowano wówczas 80 km torów kolejowych w 75 dni, produkcja maszyn przekroczyła planowe cele, itd.
Po potwierdzeniu przez Komitet Centralny Partii Pracy Korei, w 1957 roku stał się elementem planu pięcioletniego. W 1959 roku powstał Brygadowy Ruch Ch’ŏllima, który wprowadził rywalizację między brygadami fabrycznymi. Brygada z najlepszymi wynikami na poziomie krajowym otrzymywała transparent ozdobiony wizerunkiem konia Ch’ŏllimy w locie i innymi symbolami, a każdy jej członek flagę i notatnik z emblematem Ch’ŏllimy. W okresie prawie półtora roku powstało 8620 konkurujących ze sobą brygad z 178 tys. robotnikami. Pod koniec 1960 roku brygady pracowały w przemyśle ciężkim i lekkim, w transporcie i leśnictwie. W 1961 roku ruch objął również rolnictwo. Nazwy wielu przedsiębiorstw i szkół zostały zmienione tak by zawierały odniesienie do ruchu Ch’ŏllima.    
Ruch, wzorowany na radzieckim ruchu stachanowskim, porównywany jest do chińskiego wielkiego skoku naprzód. W latach 1957–1960 doszło do znacznego zwiększenia produkcji stali i wyrobów stalowych. Plan pięcioletni zrealizowano w ciągu dwóch i pół roku.
W 1961 roku na 49 urodziny Kim Ir Sena odsłonięto w Pjongjangu monumentalny pomnik Ch’ŏllima, przedstawiający robotnika, reprezentującego klasę robotniczą i chłopkę, reprezentującą klasę chłopską, siedzących na koniu Ch’ŏllima. Dzieło miało inspirować społeczeństwo do pracy i odbudowy kraju w duchu ruchu Ch’ŏllima.
Kim Ir Sen przez całe swoje życie odwoływał się do „ducha Ch’ŏllimy”, regularnie wprowadzając masową mobilizację do pracy.